# Jerago con Besnate ed Orago
Jerago con Besnate ed Orago (Ieragh con Besnaa e Oragh in lingua lombarda) fu un comune della provincia di Como esistito tra il 1892 al 1907, quando venne deciso di separarlo in due comuni: Jerago con Orago e Besnate.

## Riferimenti
- comune di Jerago con Besnate ed Orago